# Jan Marczewski
Jan Marczewski (ur. w 1990) – polski aktor filmowy, telewizyjny, teatralny i głosowy. Wykonawca piosenki aktorskiej.
W 2018 ukończył studia na Wydziale Aktorskim PWST w Krakowie. Od 2017 roku związany jest z Teatrem Współczesnym w Warszawie. Jest również członkiem kabaretu Niplodram i niezależnej grupy teatralnej Potem-o-tem. Jest aktorem śpiewającym, wykonuje głównie piosenki Leonarda Cohena, ale także Jacques'a Brela czy Nicka Cave'a. W serialu Osiecka wcielił się w rolę Andrzeja Jareckiego, wykonując kilka piosenek autorstwa tytułowej bohaterki.

## Ważniejsze role

### Filmografia[6]
- 2016: Ojciec Mateusz jako Jacek Rudak "Miki" (odc. 201)
- 2017: Gotowi na wszystko. Exterminator jako perkusista – hipster
- 2018 Korona królów jako Karol IV Luksemburski (od. 69–70)
- 2019: Piłsudski jako Walery Sławek
- 2020: Archiwista jako ksiądz (odc. 11)
- 2020: W głębi lasu jako Jan Falkowski (odc. 6)
- 2020–2021: Osiecka jako Andrzej Jarecki
- 2021: Mecenas Porada jako Grzegorz Porada w wieku 30 lat (odc. 8)
- 2023: Dewajtis jako stary Olechnowicz (odc. 6)
- 2024: Komisarz Alex jako technik Wojtek (odc. 270, 273, 274-275)

### Teatr Telewizji
- 2017: Do dna[1]
- 2019: Wieczernik[7]
- 2019: Dzień gniewu jako Emanuel Blatt[6]

### Dubbing[8]
- 2018: Rozczarowani
- 2018: Fantastyczne zwierzęta: Zbrodnie Grindelwalda jako Krall
- 2019: Godzilla II: Król potworów jako Sam Coleman

### Oprawa muzyczna
- 2020: Osiecka – wykonanie wokalne piosenek[6]:
  - Moniek Przepiórko
  - Dziobak
  - Strażacki walc
  - Grabarze
  - Eurydyko

## Nagrody
- 2017: Grand Prix (nagroda zespołowa) za rolę w spektaklu Do dna na 35. Festiwalu Szkół Teatralnych w Łodzi[6][9]
- 2020: Hollywood Divine Film Festival, Camp Hill – Nagroda za pierwszoplanową rolę męską w filmie fabularnym[10][11]